# Arne Tode
Arne Tode (Bergen auf Rügen, 30 giugno 1985) è un pilota motociclistico tedesco.

## Carriera
Inizia a correre con le minimoto all'età di 10 anni. Nel 1999 vince la ADAC Junior Cup. Nel 2000 e nel 2001 corre nel campionato tedesco, prima di passare al campionato supersport nazionale, in cui otterrà la sua prima vittoria in gara nel 2005. Nel 2006 è campione di questa categoria, vincendo sette gare su otto a bordo di una Honda CBR600RR. Sempre in questo periodo della sua carriera inizia le sue prime presenze in competizioni internazionali, partecipando al campionato europeo e a tre gare nel campionato mondiale Supersport del 2004 come wildcard con una Yamaha YZF R6 del team Ecko Racing, realizzando anche 4 punti che gli valgono il trentasettesimo posto nella classifica piloti. Ottiene un'altra presenza come wildcard anche l'anno successivo con la Honda CBR 600RR del team Van Zon Honda, anche in questa stagione riesce ad ottenere 5 punti che gli consentono di classificarsi in trentunesima posizione nel mondiale.
Nel 2007 passa come pilota titolare in Superstock 1000 FIM Cup con la Honda CBR1000RR del team Racing Dirk Van Mol, ottiene un sesto posto come miglior risultato in gara classificandosi 14º nel mondiale piloti con 34 punti. Nella stessa stagione corre le ultime due gare nel campionato mondiale Supersport con la Honda CBR600RR del team Stiggy Motorsport Honda come pilota sostitutivo, realizza punti in entrambe le prove arrivando trentesimo nella graduatoria mondiale con 13 punti.
Nel 2008 torna a correre nell'IDM Supersport (campionato tedesco Supersport) che vince con cinque vittorie su quattordici gare. Sempre in questa annata corre due gare nel campionato mondiale Supersport, la prima come wildcard con la Triumph 675 del team G-LAB Racing Sport Evolution e la seconda con Honda CBR600RR del team PMS come pilota sostitutivo. Riesce ad ottenere la trentesima posizione nella classifica generale grazie all'ottavo posto ottenuto nella gara di casa al Nürburgring.
Nel 2009 passa nell'IDM Superbike (campionato tedesco Superbike), che termina 5º con 159 punti, realizzando nell'arco della stagione: 2 vittorie, 5 podi totali ed 1 pole position.
Partecipa alla Moto2 nel 2010 con una Suter MMX del Racing Team Germany. In questa stagione è costretto a saltare il GP di San Marino per una infortunio, venendo sostituito da Kazuki Watanabe per il finale di campionato. Ha ottenuto un quattordicesimo posto al Gran Premio di Gran Bretagna che gli ha fruttato gli unici 2 punti iridati.

## Risultati in gara

### Campionato mondiale Supersport
| 2004 | Moto   |    |  |  |  |     |     |  |  |  |  |  |  |  | Punti | Pos. |
| ---- | ------ | -- |  |  |  | --- | --- |  |  |  |  |  |  |  | ----- | ---- |
| 2004 | Yamaha | 12 |  |  |  | Rit | Rit |  |  |  |  |  |  |  | 4     | 37º  |

| 2005 | Moto  |  |  |  |  |  |  |  |  |  |    |  |  |  | Punti | Pos. |
| ---- | ----- |  |  |  |  |  |  |  |  |  | -- |  |  |  | ----- | ---- |
| 2005 | Honda |  |  |  |  |  |  |  |  |  | 11 |  |  |  | 5     | 31º  |

| 2007 | Moto  |  |  |  |  |  |  |  |  |  |  |  |   |    | Punti | Pos. |
| ---- | ----- |  |  |  |  |  |  |  |  |  |  |  | - | -- | ----- | ---- |
| 2007 | Honda |  |  |  |  |  |  |  |  |  |  |  | 7 | 12 | 13    | 30º  |

| 2008 | Moto            |  |  |  |  |  |   |     |  |  |  |  |  |  | Punti | Pos. |
| ---- | --------------- |  |  |  |  |  | - | --- |  |  |  |  |  |  | ----- | ---- |
| 2008 | Triumph e Honda |  |  |  |  |  | 8 | Rit |  |  |  |  |  |  | 8     | 30º  |

| Legenda | 1º posto        | 2º posto            | 3º posto           | A punti      | Senza punti        | Grassetto – Pole position Corsivo – Giro più veloce |
| Legenda | Gara non valida | Non qual./Non part. | Ritirato/Non class | Squalificato | '-' Dato non disp. | Grassetto – Pole position Corsivo – Giro più veloce |

### Motomondiale
| 2010 | Classe | Moto  |    |    |    |    |    |     |    |    |    |     |    |     |  |  |  |  |  |  | Punti | Pos. |
| ---- | ------ | ----- | -- | -- | -- | -- | -- | --- | -- | -- | -- | --- | -- | --- |  |  |  |  |  |  | ----- | ---- |
| 2010 | Moto2  | Suter | 21 | 29 | 18 | 24 | 14 | Rit | 17 | 27 | NE | Rit | 23 | Inf |  |  |  |  |  |  | 2     | 36º  |

| Legenda | 1º posto        | 2º posto            | 3º posto            | A punti      | Senza punti        | Grassetto – Pole position Corsivo – Giro più veloce |
| Legenda | Gara non valida | Non qual./Non part. | Ritirato/Non class. | Squalificato | '-' Dato non disp. | Grassetto – Pole position Corsivo – Giro più veloce |